# Grand Canyon Suite
Grand Canyon (il cui titolo originale era Five Pictures of the Grand Canyon) è il titolo di una suite per orchestra composta da Ferde Grofé negli anni venti del XX secolo e terminata nel 1931. È stata eseguita per la prima volta a Chicago il 22 novembre 1931 da Paul Whiteman e la sua orchestra.
La suite è presente, con un diverso ordine di movimenti, nel film della Disney Grand Canyon, vincitore del Premio Oscar al miglior cortometraggio dell'anno 1958.

## Struttura dell'opera
I movimenti della suite sono:
- I: Alba (Sunrise)
- II: Il deserto dipinto (the Painted Desert)
- III: In cammino (On the Trail)
- IV: Tramonto (Sunset)
- V: Nubifragio (Cloudburst)
  - la coda a quest'ultimo movimento è indicata, sulla partitura del direttore, come un sesto movimento: Tuono distante con grilli stridenti (Distant Thunder with Crickets Chirping).